# Pachybrachis rondanus
Pachybrachis rondanus là một loài bọ cánh cứng trong họ Chrysomelidae. Loài này được Burlini miêu tả khoa học năm 1968.